# Christiane Thielemann
Christiane Thielemann (* 1964) ist eine deutsche  Ingenieurin und Professorin an der Fakultät Ingenieurwissenschaft der TH Aschaffenburg mit den Fachgebieten Mikrosystemtechnik und Bioelektronik. Ihr Schwerpunkt ist die Verarbeitung von neuronalen Signalen.

## Werdegang
Christiane Thielemann studierte Elektrotechnik und promovierte mit einer Arbeit zu Silizium-Mikrophone für Hör- und Ultraschall an der TU Darmstadt. Christiane Thielemann leitet das Biomaterials Lab sowie das BioMEMS Lab an der TH Aschaffenburg und forscht zu Mikrosystemtechnik und Bioelektronik. Christiane Thielemann ist im BayWISS-Verbundkollegs Digitalisierung aktiv.
Christiane Thielemann ist Leiterin des Studiengangs Master of Engineering.

## Schriften (Auswahl)
- Thielemann, Christiane: Kapazitive Silizium-Mikrophone für Hör- und Ultraschall (Dissertation). Shaker, 1999, ISBN 9783826561610